# Luchthaven Barnaoel
Luchthaven Barnaoel (Russisch: Аэропорт Барнаул) is een luchthaven in Kraj Altaj, Rusland. Het ligt vijftien kilometer ten westen van de stad Barnaoel. Het heeft veel faciliteiten voor de publieke bezoekers, maar heeft ook ruimte voor militaire doeleinden. De publieke kant van het vliegveld biedt ruimte voor negen vliegtuigen. De meeste vliegtuigen zijn vrij klein, zoals de Tupolev Tu-154, Tupolev Tu-204 en de Ilyushin Il-76. De luchthaven wordt ook wel Barnaoel West of Michailovka genoemd.